# Thann
Thann [tan] (deutsch nach 1918 auch Tann, elsässisch Dànn) ist eine französische Stadt mit 7.769 Einwohnern (Stand 1. Januar 2022) im Département Haut-Rhin in der Europäischen Gebietskörperschaft Elsass und in der Region Grand Est. Die Stadt ist Sitz der Unterpräfektur (Sous-préfecture) des Arrondissements Thann-Guebwiller.

## Geographie
Thann liegt in den Vorbergen der Vogesen am Flüsschen Thur, etwa 15 Kilometer nordwestlich von Mülhausen, im Regionalen Naturpark Ballons des Vosges, auf 350 m ü. NHN.

## Geschichte
Thann (lat. Pinetum oder Thannæ), das im Mittelalter als Wallfahrtsort nachgewiesen ist, wird urkundlich erstmals im Jahr 1290 erwähnt. 1324 ging der Ort durch die Heirat von Herzog Albrecht II. von Österreich mit Johanna von Pfirt an die Habsburger und erhielt 1360 das Stadtrecht. 1309, 1338 bei der Armledererhebung und 1348/49 während der Pestpogrome wurden die jüdischen Einwohner verfolgt. Die über Thann gelegene Engelsburg war Wohnsitz der Grafen von Pfirt und diente später einem von Albrechts Enkeln, dem Herzog Leopold IV. von Österreich, als Residenz. Dessen Ehefrau Katharina von Burgund nutzte Thann nach 1411 als einen ihrer Witwensitze. Die Stadt war bis zum Dreißigjährigen Krieg Teil von Vorderösterreich.
In Thann wütete die frühneuzeitliche Hexenverfolgung besonders stark. Allein im Zeitraum von 1572 bis 1620 wurden annähernd 140 Menschen hingerichtet, meist auf dem Scheiterhaufen.
1659 kam die Stadt durch Schenkung von König Ludwig XIV. in den Besitz von Kardinal Jules Mazarin, den der Sonnenkönig für seine Verdienste belohnen wollte.
Den Adelstitel eines Grafen von Thann und Rosemont (frz. Comte de Thann et de Rosemont) trägt heute der jeweils regierende Fürst von Monaco (seit 2005 Fürst Albert II.).

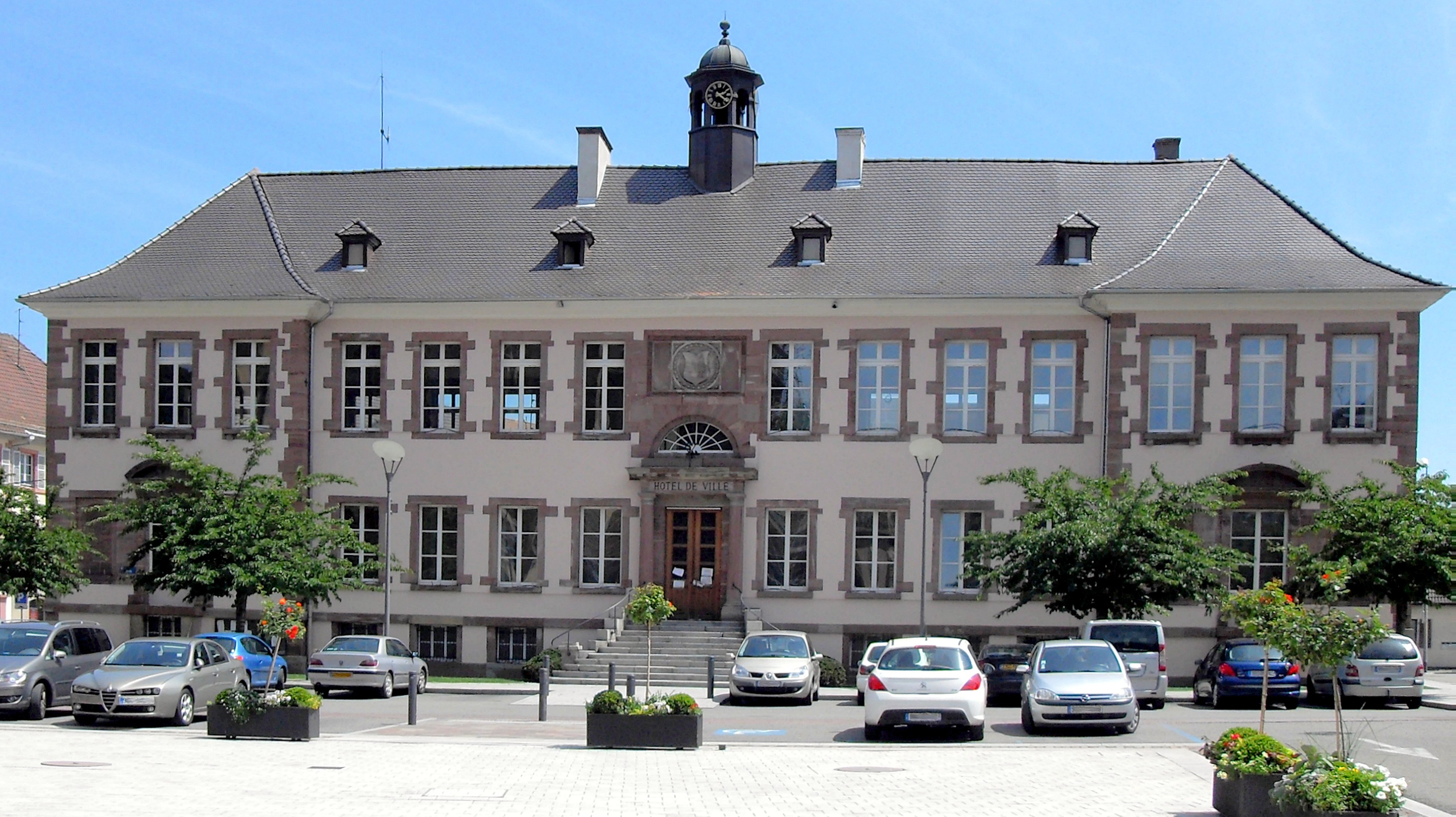
Rathaus

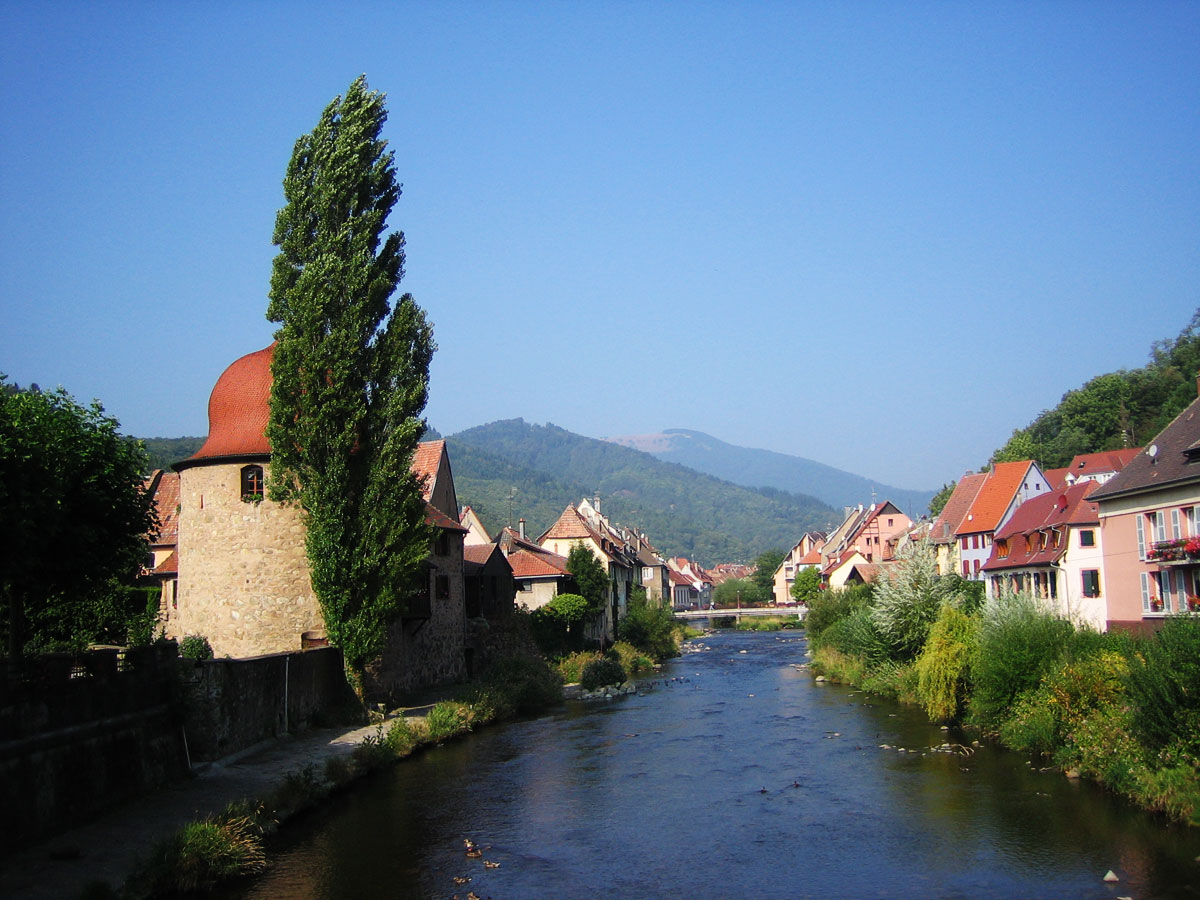
Die Thur fließt durch Thann

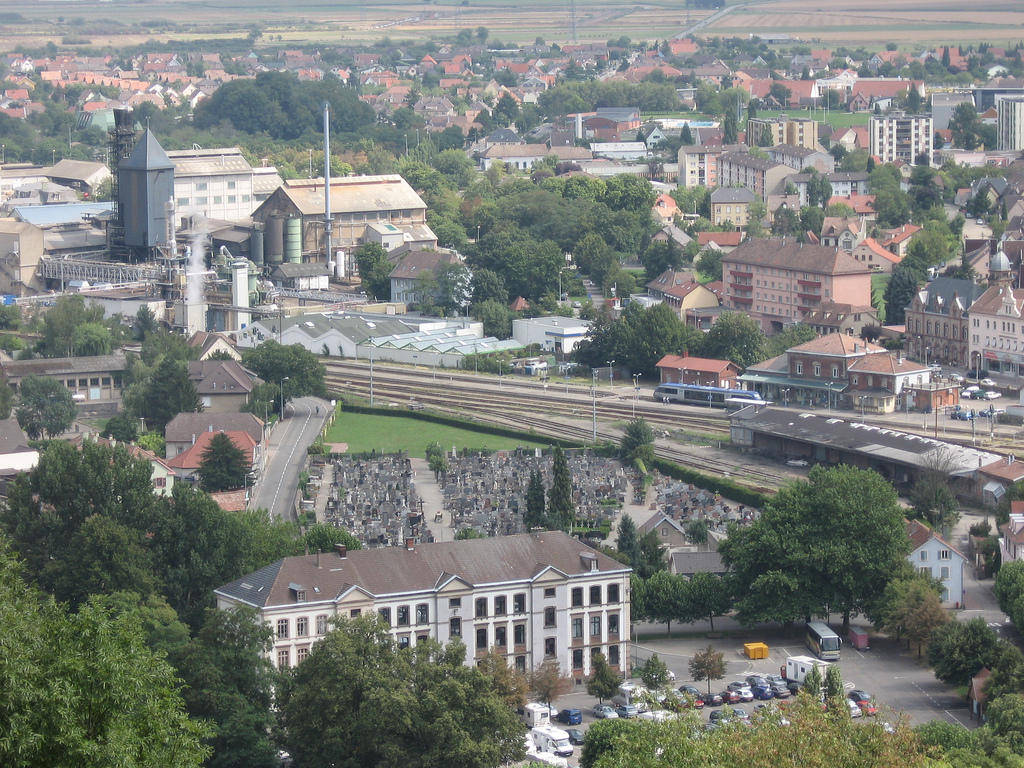
Industriegebiet und Bahnhof

Im 19. Jahrhundert und bis in die 1960er-Jahre hinein war Thann stark von der Textilindustrie geprägt. Dazu gesellte sich eine Chemiefabrik als Zulieferer der Textilproduktion (Färberei). Dieses heute noch existierende Werk gilt als die älteste Chemiefabrik in Europa. Den Interessen der örtlichen Industrie ist es auch zu danken, dass 1839 die erste französische Bahnstrecke für den Personenverkehr zwischen Thann und Mühlhausen eröffnet wurde (heute: Bahnstrecke Lutterbach–Kruth).
Im Jahr 1861 hatte Thann 8854 Einwohner.
Im Krieg von 1870/71 fiel Thann mit dem Elsass an das Deutsche Kaiserreich. Einige Einwohner verließen die Stadt, weil sie französisch bleiben wollten.
Um 1900 hatte Thann eine evangelische Kirche, eine katholische Kirche, eine Synagoge, eine Realschule, ein Amtsgericht und eine Oberförsterei.
Im Ersten Weltkrieg wurde Thann schon 1914 von den Franzosen erstürmt, nicht ohne erhebliche Zerstörungen in Kauf zu nehmen, und galt vier Jahre lang als ‚Hauptstadt des befreiten Elsass‘.
Während der deutschen Besatzung im Zweiten Weltkrieg erhielt Thann den Namen Tann. Die Synagoge wurde geplündert und demoliert. Die im Ort verbliebenen jüdischen Einwohner wurden 1940 nach Südfrankreich und später zumeist in Vernichtungslager deportiert. Laut Yad Vashem kamen nachweislich sechzehn Personen ums Leben.
Heute ist Thann eine Dienstleistungs- und Touristenstadt, in der auch der Weinbau eine nicht unbeträchtliche Rolle spielt. So befindet sich auf dem Gemeindegebiet auch eine der bekanntesten Weinbaulagen des Elsass, der Rangen. Diese Lage ist eine von insgesamt 50 Alsace-Grand-Cru-Lagen.
Demographie
| Jahr | Einwohner | Anmerkungen |
| ---- | --------- | --- |
| 1780 | –         | Stadt mit 550 Feuerstellen (Haushaltungen)                                                                          |
| 1821 | 3992      | davon 3704 Katholiken, 215 Protestanten und 73 Juden                                                                |
| 1861 | 8854      | [ 5 ] |
| 1872 | 8052      | am 1. Dezember, in 677 Häusern; nach anderen Angaben 8154 Einwohner                                                 |
| 1880 | 7535      | am 1. Dezember, auf einer Fläche von 1262 ha, in 758 Häusern, davon 6664 Katholiken, 646 Evangelische und 197 Juden |
| 1885 | 7464      | davon 6564 Katholiken, 705 Protestanten und 169 Juden                                                               |
| 1890 | 7425      | davon 692 Evangelische, 6560 Katholiken und 155 Juden                                                               |
| 1905 | 7901      | , meist katholische Einwohner                                                                                       |
| 1910 | 7413      | davon Katholiken, Evangelische und Juden                                                                            |

| Jahr      |      | 1962 | 1968 | 1975 | 1982 | 1990 | 1999 | 2006 | 2013 | 2021 |
| --------- | ---- | ---- | ---- | ---- | ---- | ---- | ---- | ---- | ---- | ---- |
| Einwohner | 7736 | 8218 | 8519 | 7788 | 7751 | 8033 | 7973 | 7981 | 7933 | 7766 |

## Verkehr

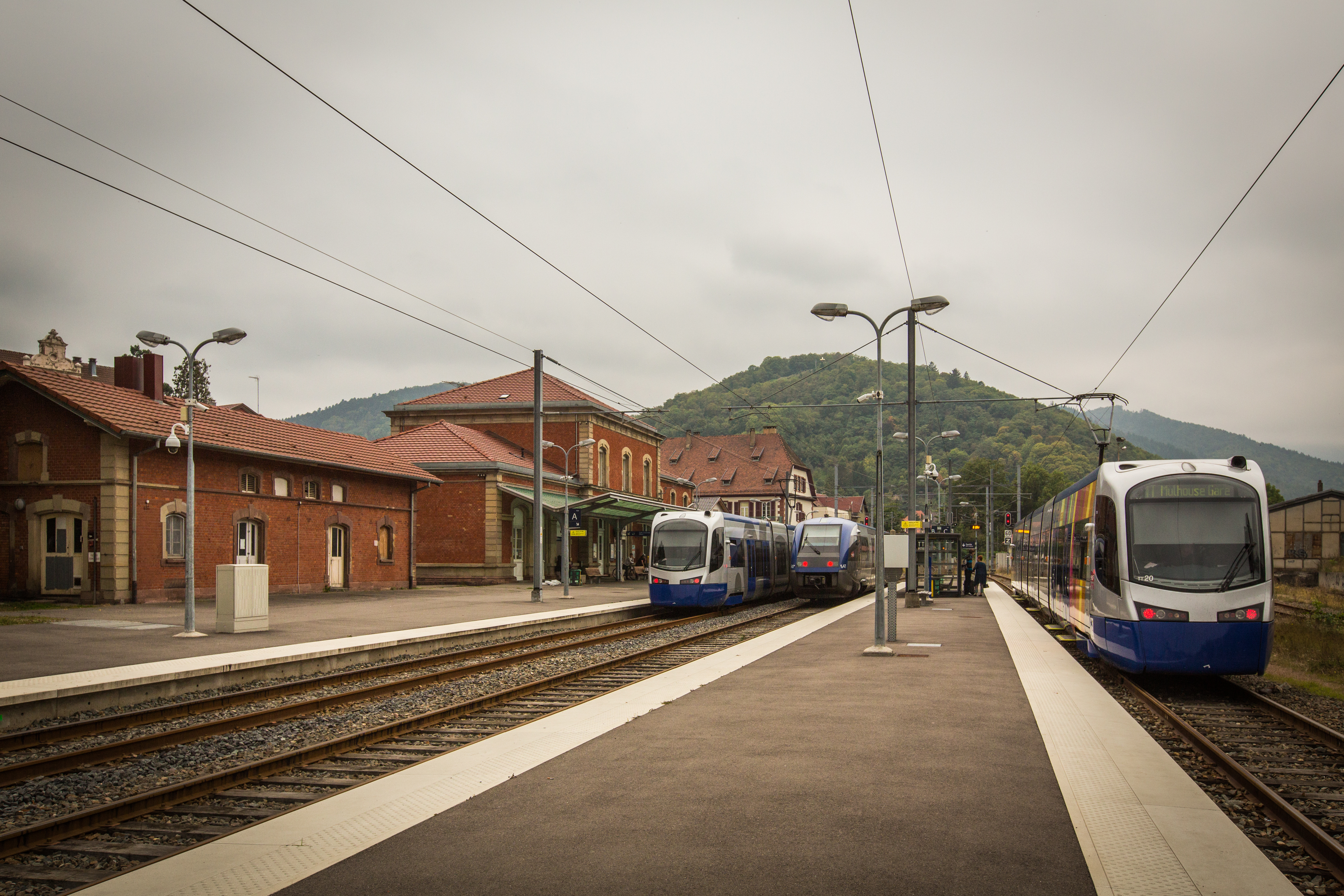
Bahnhof Thann mit Zügen des Tram-Train und (mittig) der SNCF

Thann hat zwei Bahnhöfe (Thann Gare seit 1839 und Thann Saint-Jacques seit 1863) an der Bahnstrecke Lutterbach–Kruth. Mit der Eröffnung des Tram-Train Mulhouse–Vallée de la Thur kam 2010 die Station Thann Centre hinzu.

## Städtepartnerschaften

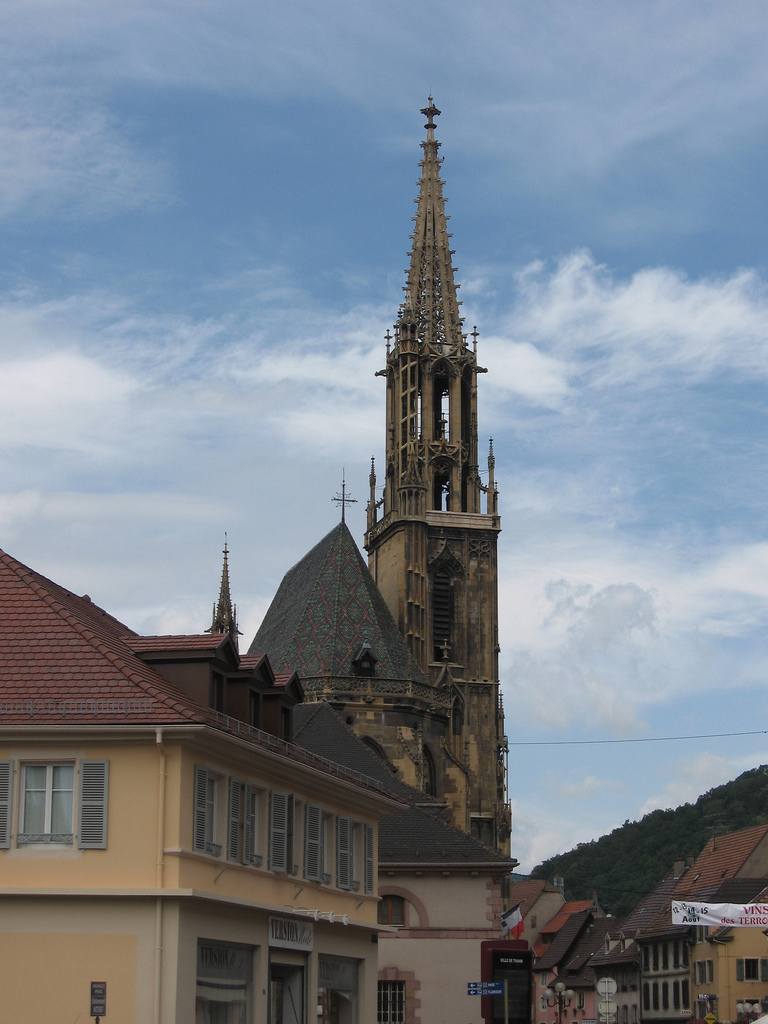
Der Turm des Münster St. Theobald beherrscht das Stadtbild

Thann pflegt folgende Städtepartnerschaften:
- Gubbio in Umbrien (Italien)
- Tonneins in der Region Nouvelle-Aquitaine (Frankreich)
- Sigmaringen in Baden-Württemberg (Deutschland)

## Kultur und Sehenswürdigkeiten
Siehe auch: Liste der Monuments historiques in Thann

Blick durch das Hexenauge, im Hintergrund die Stadt Thann

Das gotische Münster St. Theobald mit seinen prächtigen und gut erhaltenen Sandsteinfiguren (Gotischer Torbogen), Bleiglasfenstern und Heiligenfiguren ist nach dem Straßburger Münster eines der besten Beispiele Oberrheinischer Gotik im Elsass. Es wurde vom 13. bis zum 15. Jahrhundert erbaut, der 76 m hohe Turm wurde 1516 vollendet.
Die Ruine der Engelburg aus dem 13. Jahrhundert (Château d'Engelbourg) ist über der Stadt zu besichtigen. Kurios ist deren umgekippter Bergfried, der in der Region auch als „Hexenauge“ bezeichnet wird.
Château de Marsilly – Institut für geistig behinderte Erwachsene im Stadtteil Kattenbach.
Stadtmauer mit Toren und Türmen – in dem sogenannten „Hexenturm“ befindet sich eine Dauerausstellung der Winzer der Region, der Eintritt ist kostenlos.
Zu den Sehenswürdigkeiten in der Umgebung gehört das Staufen-Kreuz, ein Monument in Form eines Lothringerkreuzes. Es wurde 1949 zur Feier der 300-jährigen Zugehörigkeit von Teilen des Elsass zu Frankreich seit 1648 errichtet. Das Denkmal kam 1981 in die Schlagzeilen, weil es innerhalb eines halben Jahres zweimal von Separatisten der Elsässischen Kampfgruppe Schwarze Wölfe (ESKW) gesprengt wurde.
Thann ist mit drei Blumen im Conseil national des villes et villages fleuris („Nationalrat der blühenden Städte und Dörfer“) vertreten. Die Auszeichnung wird im Rahmen eines regionalen Wettbewerbs verliehen, wobei maximal drei Blumen erreicht werden können.

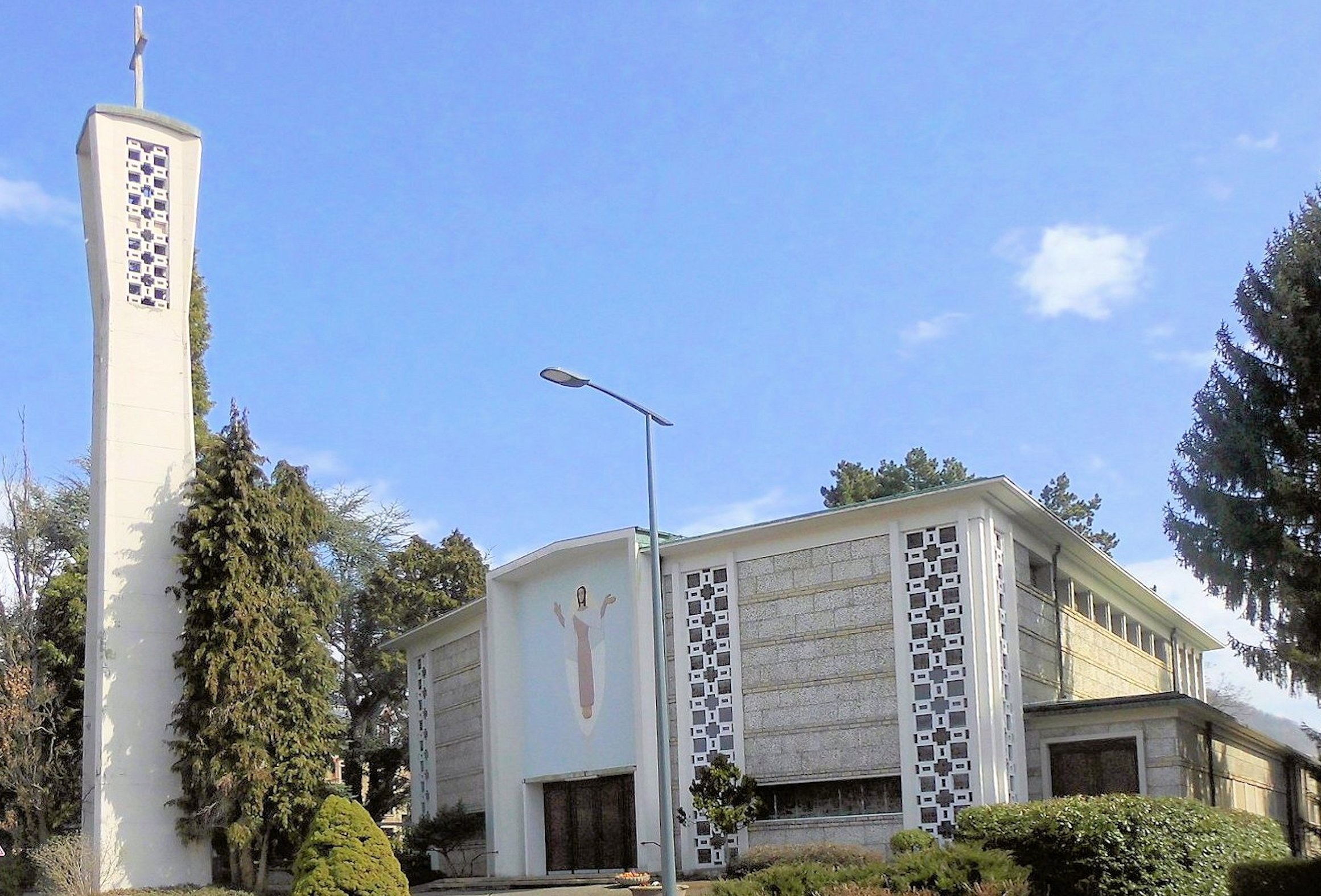
Kirche St. Pius X.
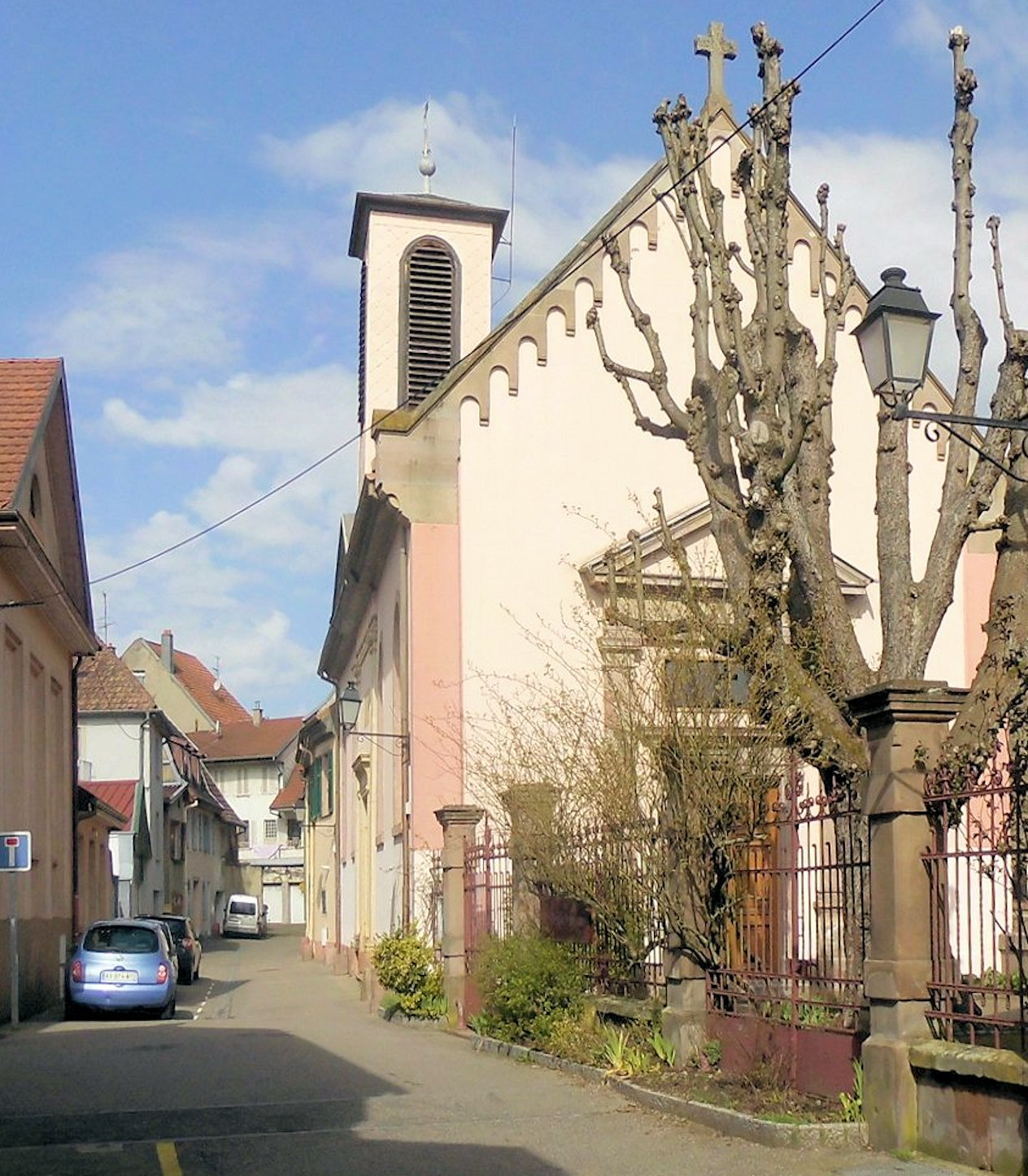
Protestantische Kirche
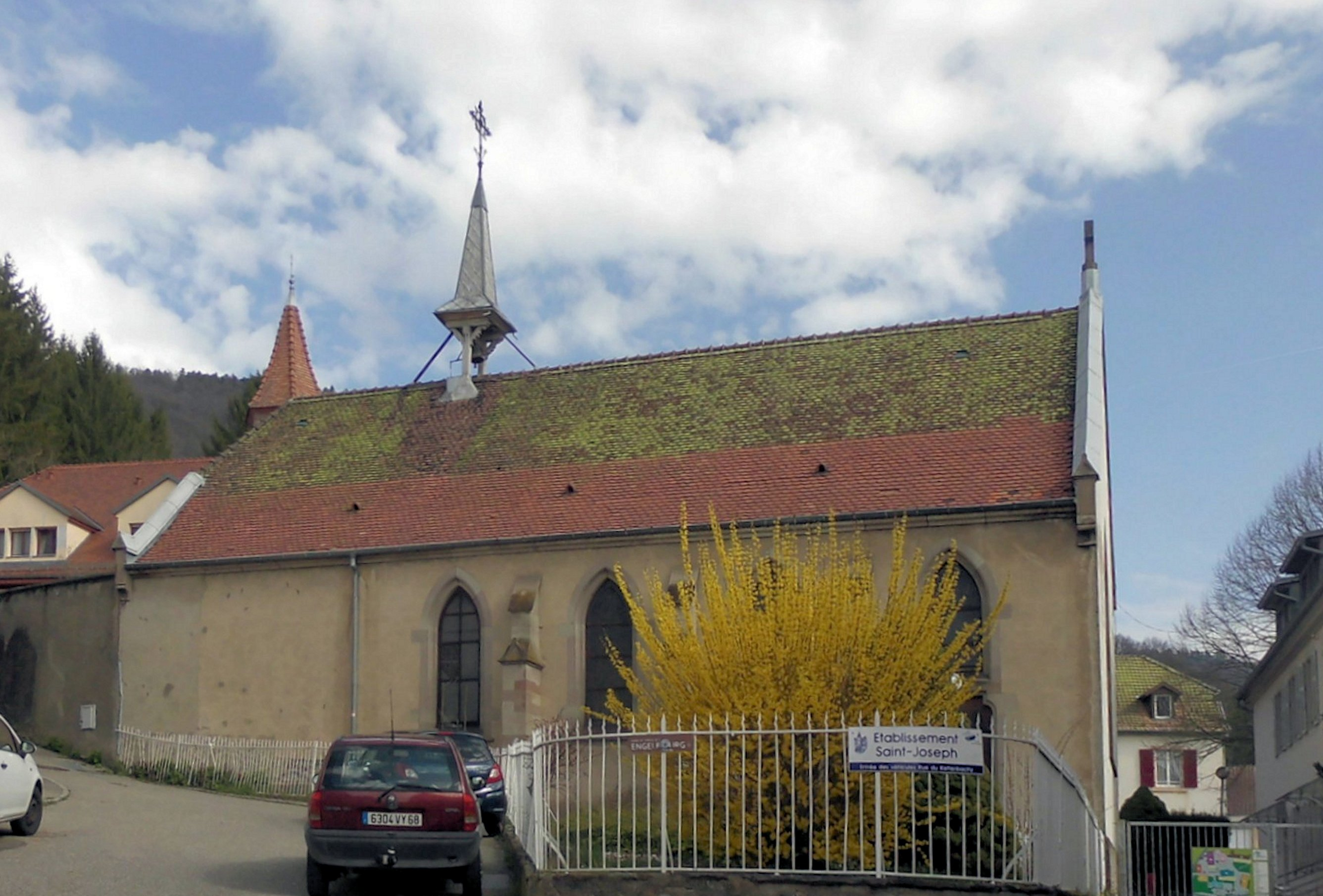
Kapelle der Einrichtung St. Josef

## Persönlichkeiten
- Johannes Pauli (≈1455–1530/33), Franziskaner, der in Thann wirkte
- Remigius Faesch (1460–1533/34), arbeitete als Architekt und Baumeister am Theobaldusmünster zu Thann und erbaute die Kornhalle der Stadt
- Andreas Schwilge (1608/09–1688), Komponist und Organist
- Franz Anton Tschamser (1678–1742), Ordensbruder der Minoriten-Franziskaner und Chronist von Thann
- Jean Baptiste Joseph Gobel (1727–1794), Bischof von Paris
- Henri Lebert (1794–1862), elsässischer Maler, Zeichner und Textilmaler der Romantik
- Charles Kestner (1803–1870), Unternehmer und Politiker
- Victor Chauffour (1819–1889), Hochschullehrer an der Universität Straßburg und Politiker
- Auguste Scheurer-Kestner (1833–1899), Chemiker und Politiker, förderte die Entwicklung der Chemieindustrie in Thann, verteidigte Alfred Dreyfus und trug zu dessen Rehabilitierung bei
- Marcel Rieder (1862–1942), Maler
- Ernst Robert Curtius (1886–1956), deutscher Romanist, in Thann geboren
- René Laforgue (1894–1962), französischer Psychiater und Psychoanalytiker, in Thann geboren
- Louis Emberger (1897–1969), Botaniker
- Edouard Wyss-Dunant (1897–1983), Arzt und Alpinist, in Thann geboren
- Peter Bieber (1905–1992), Jurist und Publizist, in Thann geboren
- Élizabeth Lutz (1914–2008), Mathematikerin, in Thann geboren
- Christiane Klapisch-Zuber (1936–2024), Historikerin und Spezialistin für europäisches Mittelalter, in Thann geboren
- Patrick Strzoda (* 1952), Verwaltungsbeamter
- Dominique Meyer (* 1955), französischer Wirtschaftswissenschaftler, Manager, Politberater und Theaterleiter
- Marc Pfertzel (* 1981), Fußballer, wuchs in Thann auf